# Командний чемпіонат Європи із шахів 2015
20-й командний чемпіонат Європи із шахів 2015, що проходив з 12 по 22 листопада 2015 року в Рейк'явіку. 
Чемпіонат проводився за швейцарською системою у 9 турів. Серед учасників чемпіонату були чинні чемпіони світу Магнус Карлсен та Марія Музичук.
Чоловіки
У чоловічому турнірі взяли участь 36 національних збірних (у тому числі 2 збірні від Ісландії). Збірна України у складі: Василя Іванчука (рейтинг 2720), Павла Ельянова (2753), Юрія Криворучка (2717), Антона Коробова (2709), Олександра Арещенка (2682), набравши 12 турнірних очок, посіла 5 місце.
Чемпіоном серед чоловічих збірних, набравши 15 очок, вчетверте в історії стала  збірна Росії, зокрема: Олександр Грищук (2750), Євген Томашевський (2743), Петро Свідлер (2745), Дмитро Яковенко (2735), Олександр Арещенко (2682).
Срібним призером чемпіонату стала  збірна Вірменії, зокрема: Левон Аронян (2781), Габріел Саркісян (2689), Сергій Мовсесян (2666), Грант Мелкумян (2632), Карен Григорян (2616).
Бронзовим призером —  збірна Угорщини, зокрема: Петер Леко (2708), Ріхард Раппорт (2693), Золтан Алмаші (2689), Ференц Беркеш (2648), Чаба Балог (2645).
Жінки
В турнірі жіночих збірних участь взяли 30 команд.
Чемпіоном Європи стали представниці  збірної Росії у складі: Олександри Костенюк (2534), Катерини Лагно (2523), Валентини Гуніної (2516), Олександри Горячкіної (2478), Анастасії Боднарук (2459).
Срібні нагороди дісталися  збірній України: Марія Музичук (2542), Анна Музичук (2534), Наталя Жукова (2480), Анна Ушеніна (2438), Інна (Гапоненко) Яновська (2401).
Бронзовим призером стала  збірна Грузії: Нана Дзагнідзе (2566), Бела Хотенашвілі (2512), Ніно Баціашвілі (2509), Лейла Джавахішвілі (2479), Мері Арабідзе (2408).

### Чоловіки

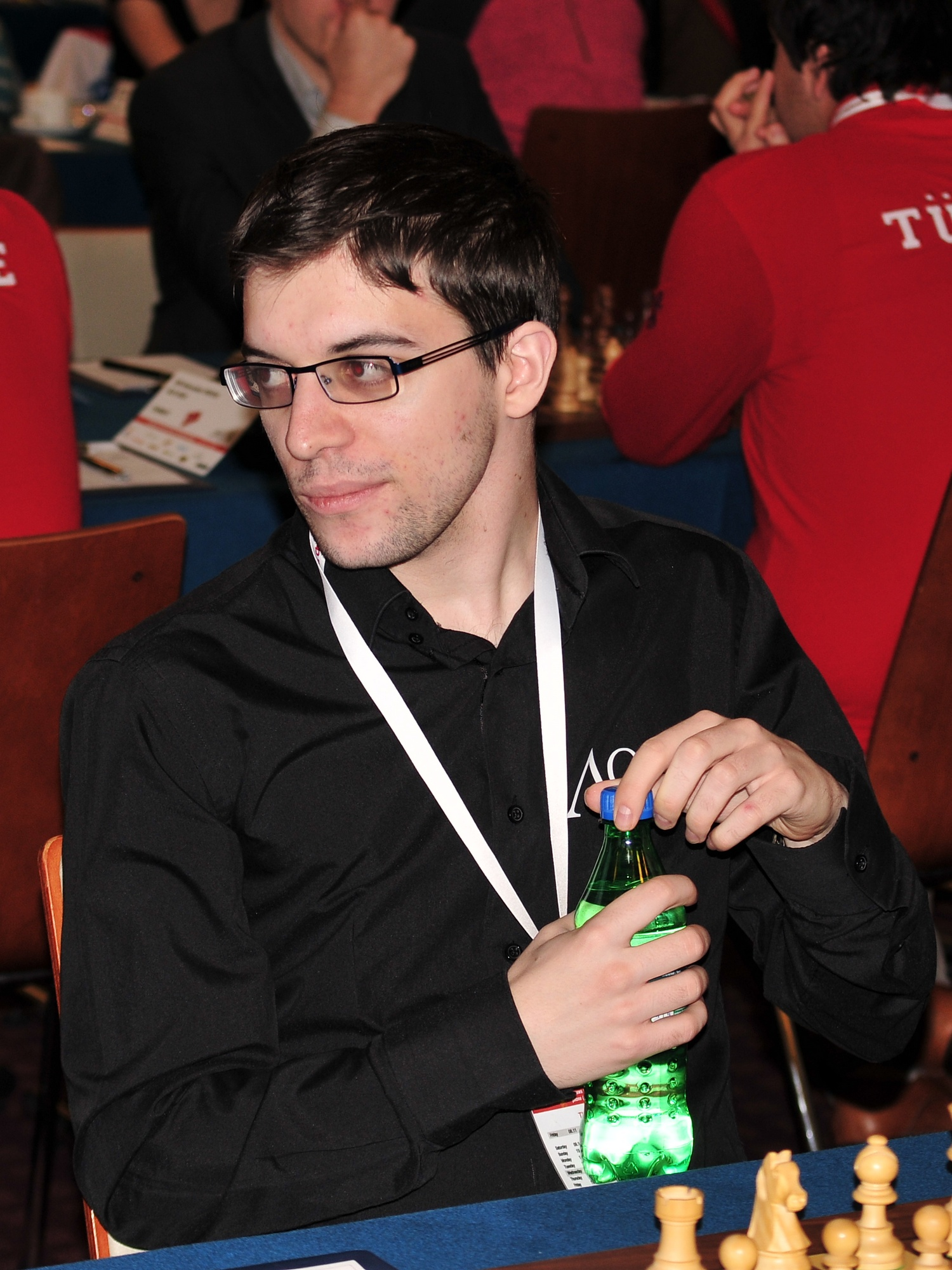
Максим Ваш'є-Лаграв — (1-а шахівниця)

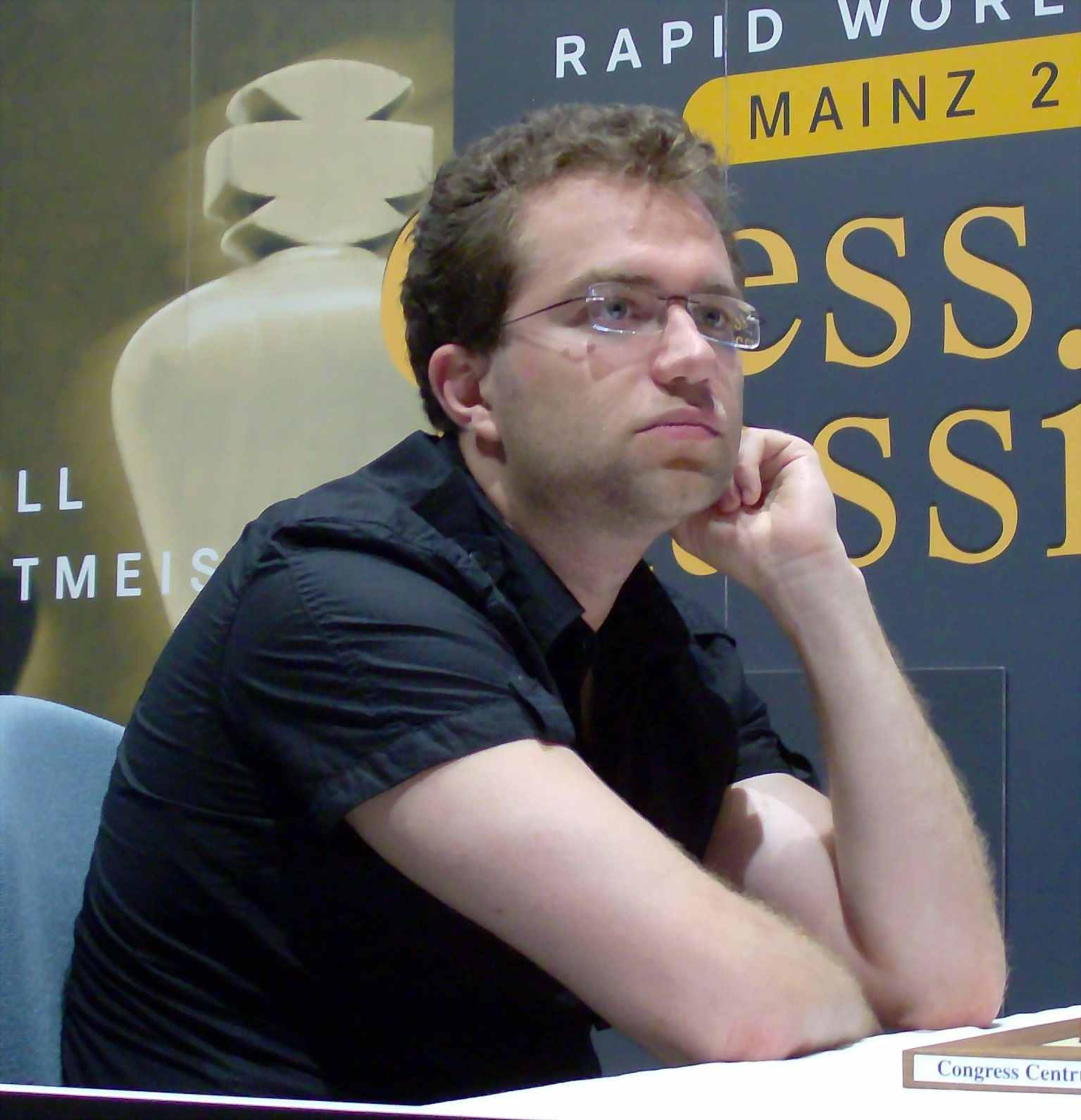
Павло Ельянов — (2-а шахівниця)

### Жінки

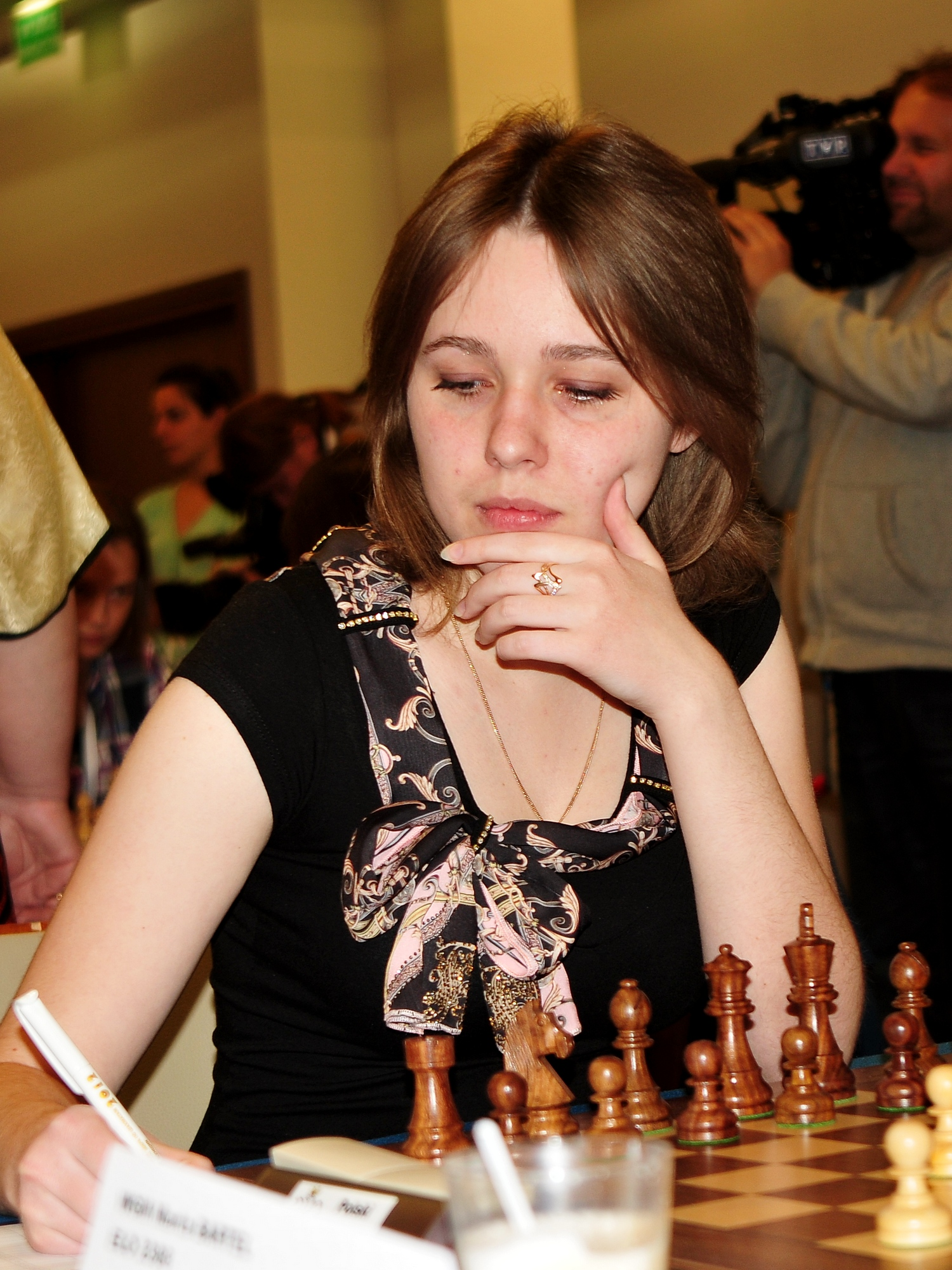
Марія Музичук — (1-а шахівниця)

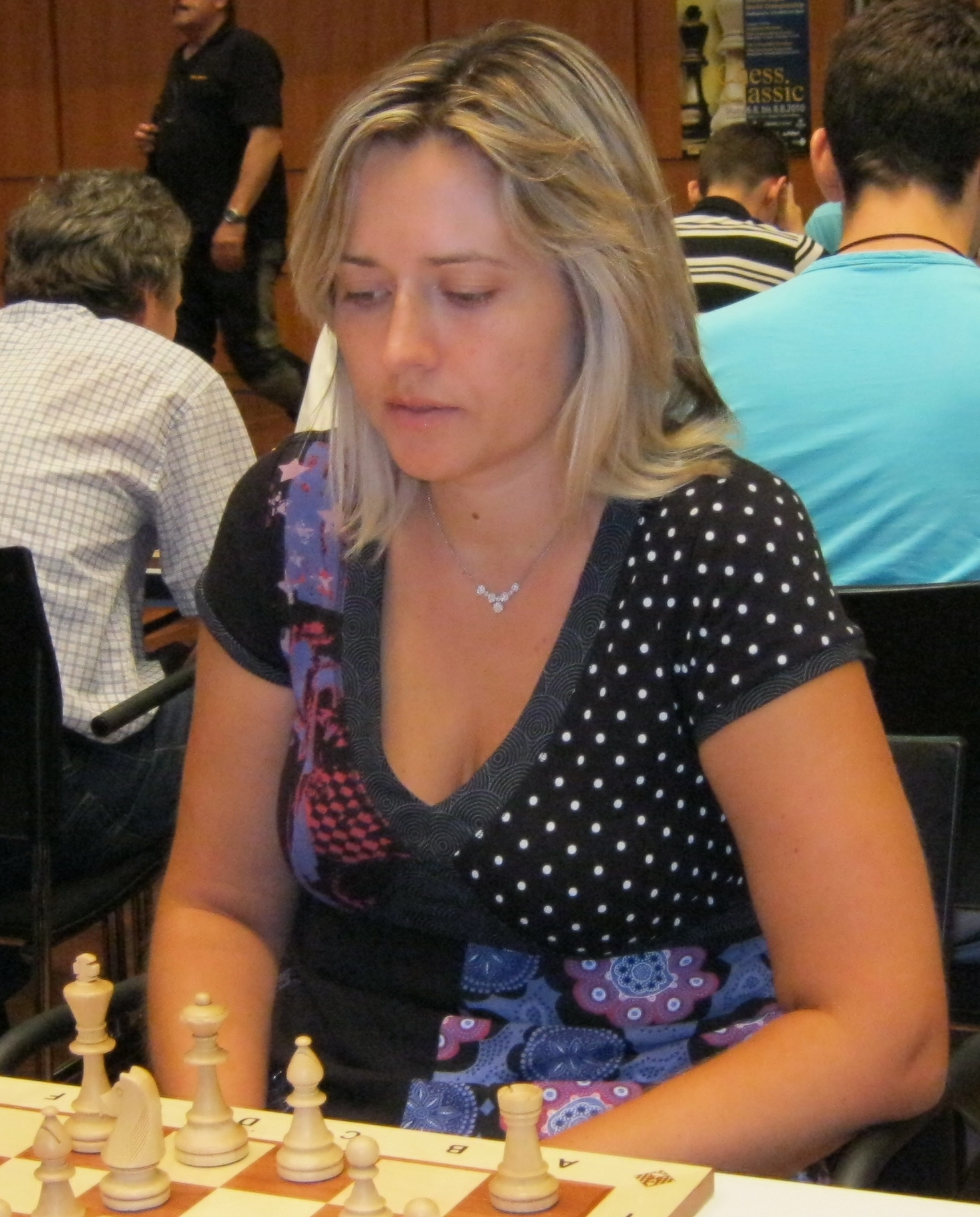
Наталя Жукова — (3-я шахівниця)

## Склади фаворитів турніру

### Чоловіки[2]
| №                          | Росія                      | Рейтинг                    |  | №                          | Україна                    | Рейтинг                    |  | №                            | Азербайджан                  | Рейтинг                      |  | №                        | Франція                  | Рейтинг                  |
| 1                          | Олександр Грищук           | 2750                       |  | 1                          | Василь Іванчук             | 2720                       |  | 1                            | Шахріяр Мамед'яров           | 2743                         |  | 1                        | Максим Ваш'є-Лаграв      | 2765                     |
| 2                          | Євген Томашевський         | 2743                       |  | 2                          | Павло Ельянов              | 2753                       |  | 2                            | Теймур Раджабов              | 2739                         |  | 2                        | Лоран Фрессіне           | 2712                     |
| 3                          | Петро Свідлер              | 2745                       |  | 3                          | Юрій Криворучко            | 2717                       |  | 3                            | Аркадій Найдіч               | 2689                         |  | 3                        | Етьєн Бакро              | 2686                     |
| 4                          | Дмитро Яковенко            | 2735                       |  | 4                          | Антон Коробов              | 2709                       |  | 4                            | Рауф Мамедов                 | 2653                         |  | 4                        | Владислав Ткачов         | 2658                     |
| 5                          | Ян Непомнящий              | 2705                       |  | 5                          | Олександр Арещенко         | 2682                       |  | 5                            | Ельтадж Сафарлі              | 2657                         |  | 5                        | Ромен Едуар              | 2632                     |
|                            | Середній рейтинг           | 2743                       |  |                            | Середній рейтинг           | 2725                       |  |                              | Середній рейтинг             | 2707                         |  |                          | Середній рейтинг         | 2705                     |
| Капітан — Марк Глуховський | Капітан — Марк Глуховський | Капітан — Марк Глуховський |  | Капітан — Олександр Сулипа | Капітан — Олександр Сулипа | Капітан — Олександр Сулипа |  | Капітан — Олександр Халіфман | Капітан — Олександр Халіфман | Капітан — Олександр Халіфман |  | Капітан — Себастьян Мазе | Капітан — Себастьян Мазе | Капітан — Себастьян Мазе |

### Жінки[3]
| №                      | Грузія                 | Рейтинг                |  | №                       | Росія                   | Рейтинг                 |  | №                     | Україна               | Рейтинг               |  | №                      | Польща                      | Рейтинг                |
| 1                      | Нана Дзагнідзе         | 2566                   |  | 1                       | Олександра Костенюк     | 2534                    |  | 1                     | Марія Музичук         | 2542                  |  | 1                      | Моніка Соцко                | 2445                   |
| 2                      | Бела Хотенашвілі       | 2512                   |  | 2                       | Катерина Лагно          | 2523                    |  | 2                     | Анна Музичук          | 2534                  |  | 2                      | Йоланта Завадська           | 2439                   |
| 3                      | Ніно Баціашвілі        | 2509                   |  | 3                       | Валентина Гуніна        | 2516                    |  | 3                     | Наталя Жукова         | 2480                  |  | 3                      | Карина Щепковська-Горовська | 2392                   |
| 4                      | Лейла Джавахішвілі     | 2479                   |  | 4                       | Олександра Горячкіна    | 2478                    |  | 4                     | Анна Ушеніна          | 2438                  |  | 4                      | Івета Райліх                | 2389                   |
| 5                      | Мері Арабідзе          | 2408                   |  | 5                       | Анастасія Боднарук      | 2459                    |  | 5                     | Інна Гапоненко        | 2401                  |  | 5                      | Іоанна Майдан-Гаєвська      | 2378                   |
|                        | Середній рейтинг       | 2517                   |  |                         | Середній рейтинг        | 2513                    |  |                       | Середній рейтинг      | 2499                  |  |                        | Середній рейтинг            | 2416                   |
| Капітан — Давіт Джошуа | Капітан — Давіт Джошуа | Капітан — Давіт Джошуа |  | Капітан — С.Рублевський | Капітан — С.Рублевський | Капітан — С.Рублевський |  | Капітан — М.Бродський | Капітан — М.Бродський | Капітан — М.Бродський |  | Капітан — Марек Матляк | Капітан — Марек Матляк      | Капітан — Марек Матляк |

## Турнірні таблиці чемпіонату Європи

### Чоловіки[4]
| Місце |                   | Країна             | + = −  | Ком. очки | Дод. показник | Очки |
| 1     | Росія             | Росія              | +6=3-0 | 15        | 224,5         | 22½  |
| 2     | Вірменія          | Вірменія           | +5=3-1 | 13        | 220,5         | 22½  |
| 3     | Угорщина          | Угорщина           | +5=3-1 | 13        | 217,0         | 22½  |
| 4     | Франція           | Франція            | +5=3-1 | 13        | 211,5         | 21   |
| 5     | Україна           | Україна            | +6=0-3 | 12        | 185,0         | 20   |
| 6     | Німеччина         | Німеччина          | +5=2-2 | 12        | 168,5         | 19½  |
| 7     | Азербайджан       | Азербайджан        | +4=3-2 | 11        | 182,5         | 20½  |
| 8     | Іспанія           | Іспанія            | +5=1-3 | 11        | 180,5         | 21   |
| 9     | Грузія            | Грузія             | +4=3-2 | 11        | 180,5         | 20½  |
| 10    | Англія            | Англія             | +4=3-2 | 11        | 165,5         | 19   |
| 11    | Нідерланди        | Нідерланди         | +5=1-3 | 11        | 163,5         | 20½  |
| 12    | Чехія             | Чехія              | +4=3-2 | 11        | 160,0         | 21   |
| 13    | Польща            | Польща             | +4=2-3 | 10        | 165,          | 18½  |
| 14    | Молдова           | Молдова            | +4=2-3 | 10        | 162,5         | 19½  |
| 15    | Італія            | Італія             | +4=2-3 | 10        | 161,5         | 19   |
| 16    | Сербія            | Сербія             | +3=3-3 | 9         | 161,0         | 18½  |
| 17    | Туреччина         | Туреччина          | +4=1-4 | 9         | 134,0         | 18½  |
| 18    | Латвія            | Латвія             | +4=1-4 | 9         | 128,0         | 18½  |
| 19    | Ісландія          | Ісландія           | +4=1-4 | 9         | 125,5         | 18½  |
| 20    | Словенія          | Словенія           | +4=1-4 | 9         | 120,0         | 18½  |
| 21    | Норвегія          | Норвегія           | +4=0-5 | 8         | 154,5         | 18½  |
| 22    | Румунія           | Румунія            | +3=2-4 | 8         | 136,0         | 19½  |
| 23    | Хорватія          | Хорватія           | +3=2-4 | 8         | 130,5         | 17   |
| 24    | Греція            | Греція             | +3=2-4 | 8         | 121,5         | 16   |
| 25    | Фінляндія         | Фінляндія          | +4=0-5 | 8         | 112,0         | 15½  |
| 26    | Литва             | Литва              | +3=2-4 | 8         | 108,0         | 16½  |
| 27    | Чорногорія        | Чорногорія         | +2=3-4 | 7         | 139,0         | 16½  |
| 28    | Швеція            | Швеція             | +3=1-5 | 7         | 122,0         | 15   |
| 29    | Швейцарія         | Швейцарія          | +3=1-5 | 7         | 112,0         | 16   |
| 30    | Австрія           | Австрія            | +3=1-5 | 7         | 96,5          | 19   |
| 31    | Данія             | Данія              | +3=1-5 | 7         | 91,5          | 18   |
| 32    | Ісландія          | Ісландія (Legends) | +3=1-5 | 7         | 91,0          | 16   |
| 33    | Бельгія           | Бельгія            | +2=1-6 | 5         | 86,0          | 14½  |
| 34    | Фарерські острови | Фарерські острови  | +2=1-6 | 5         | 59,5          | 13   |
| 35    | Шотландія         | Шотландія          | +1=1-7 | 3         | 19,5          | 6    |
| 36    | Косово            | Косово             | +1=0-8 | 2         | 62,5          | 11   |

| Місце |             | Країна      | + = −  | Ком. очки | Дод. показник | Очки |
| 1     | Росія       | Росія       | +8=1-0 | 17        | 268,5         | 26   |
| 2     | Україна     | Україна     | +7=1-1 | 15        | 281,5         | 27½  |
| 3     | Грузія      | Грузія      | +6=2-1 | 14        | 196,5         | 20½  |
| 4     | Польща      | Польща      | +5=1-3 | 11        | 194,0         | 20½  |
| 5     | Франція     | Франція     | +5=1-3 | 11        | 185,5         | 21   |
| 6     | Німеччина   | Німеччина   | +5=1-3 | 11        | 169,5         | 20½  |
| 7     | Угорщина    | Угорщина    | +5=1-3 | 11        | 162,0         | 19   |
| 8     | Італія      | Італія      | +5=1-3 | 11        | 152,0         | 20   |
| 9     | Австрія     | Австрія     | +5=1-3 | 11        | 147,0         | 18   |
| 10    | Румунія     | Румунія     | +4=2-3 | 10        | 153,0         | 18   |
| 11    | Вірменія    | Вірменія    | +4=2-3 | 10        | 149,5         | 19   |
| 12    | Іспанія     | Іспанія     | +4=2-3 | 10        | 145,5         | 20   |
| 13    | Греція      | Греція      | +4=2-3 | 10        | 145,5         | 19½  |
| 14    | Сербія      | Сербія      | +3=3-3 | 9         | 164,0         | 19   |
| 15    | Нідерланди  | Нідерланди  | +4=1-4 | 9         | 154,5         | 20   |
| 16    | Азербайджан | Азербайджан | +4=1-4 | 9         | 126,5         | 19½  |
| 17    | Словенія    | Словенія    | +3=3-3 | 9         | 105,5         | 18½  |
| 18    | Латвія      | Латвія      | +4=0-5 | 8         | 145,5         | 19   |
| 19    | Туреччина   | Туреччина   | +3=2-4 | 8         | 141,5         | 18   |
| 20    | Чехія       | Чехія       | +4=0-5 | 8         | 102,0         | 16   |
| 21    | Чорногорія  | Чорногорія  | +3=2-4 | 8         | 93,5          | 14½  |
| 22    | Швеція      | Швеція      | +3=2-4 | 8         | 68,5          | 14½  |
| 23    | Англія      | Англія      | +3=1-5 | 7         | 136,5         | 19   |
| 24    | Норвегія    | Норвегія    | +3=1-5 | 7         | 108,0         | 17   |
| 25    | Швейцарія   | Швейцарія   | +2=3-4 | 7         | 95,0          | 15   |
| 26    | Литва       | Литва       | +2=2-5 | 6         | 112,5         | 16½  |
| 27    | Ісландія    | Ісландія    | +2=2-5 | 6         | 69,0          | 12½  |
| 28    | Данія       | Данія       | +2=1-6 | 5         | 75,0          | 14   |
| 29    | Бельгія     | Бельгія     | +1=2-6 | 4         | 61,0          | 12   |
| 30    | Фінляндія   | Фінляндія   | +0=0-9 | 0         | 28,5          | 5    |

## Результати шахістів збірної України
- Дошка — № дошки (1-4, резервна);
- Очки — сума набраних очок (1 за перемогу шахіста, ½ за нічию, 0 — за поразку);
- Пол (3) — суперник (Польща) та кількість набраних очок;
- 2542 — рейтинг суперника;
- Б/Ч — білі/чорні фігури;
- Перф  — турнірний перфоменс;
- М  — місце на своїй шахівниці

Чоловіки
| Дошка | Шахіст             | Рейтинг | Очки | Ігри | + | = | - | Рум (3)  | Чор (3)  | Азер (2½) | Рос (1)  | Угор (2½) | Фра (1½) | Гру (1½) | Пол (2½) | Мол (2½) | Перф | Місце  |
| ----- | ------------------ | ------- | ---- | ---- | - | - | - | -------- | -------- | --------- | -------- | --------- | -------- | -------- | -------- | -------- | ---- | ------ |
| 1     | Василь Іванчук     | 2720    | 3½   | 8    | 1 | 5 | 2 | 2631 Б 1 | 2553 Ч ½ |           | 2745 Б 0 | 2708 Ч ½  | 2765 Б ½ | 2668 Ч ½ | 2658 Б ½ | 2630 Ч 0 | 2627 |        |
| 2     | Павло Ельянов      | 2753    | 5    | 7    | 4 | 2 | 1 |          | 2481 Б ½ | 2743 Б 1  | 2750 Ч ½ | 2693 Б 1  | 2712 Ч 0 | 2618 Б 1 | 2647 Ч 1 |          | 2821 | Silver |
| 3     | Юрій Криворучко    | 2717    | 3½   | 7    | 1 | 5 | 1 | 2589 Ч ½ |          | 2739 Ч ½  | 2743 Б ½ | 2689 Ч ½  | 2632 Б ½ | 2567 Ч 0 |          | 2585 Б 1 | 2649 | 14     |
| 4     | Антон Коробов      | 2709    | 4½   | 7    | 2 | 5 | 0 | 2440 Б 1 | 2470 Ч 1 | 2689 Б ½  |          | 2648 Б ½  | 2686 Ч ½ |          | 2624 Б ½ | 2581 Ч ½ | 2693 | 8      |
| 5     | Олександр Арещенко | 2682    | 3½   | 7    | 2 | 3 | 2 | 2587 Ч ½ | 2454 Б 1 | 2657 Ч ½  | 2705 Ч 0 |           |          | 2539 Б 0 | 2614 Ч ½ | 2430 Б 1 | 2569 | 17     |

Жінки
| Дошка | Шахіст         | Рейтинг | Очки | Ігри | + | = | - | Анг (2½) | Пол (3½) | Гру (1½) | Іта (3½) | Рум (3)  | Рос (2)  | Авс (4)  | Фра (4)  | Нід (3½) | Перф | Місце  |
| ----- | -------------- | ------- | ---- | ---- | - | - | - | -------- | -------- | -------- | -------- | -------- | -------- | -------- | -------- | -------- | ---- | ------ |
| 1     | Марія Музичук  | 2542    | 7    | 8    | 6 | 2 | 0 |          | 2445 Б 1 | 2566 Ч 1 | 2364 Ч ½ | 2346 Ч ½ | 2534 Б 1 | 2355 Б 1 | 2496 Ч 1 | 2383 Б 1 | 2772 | Gold   |
| 2     | Анна Музичук   | 2534    | 5½   | 8    | 4 | 3 | 1 | не- явка | 2439 Ч ½ | 2512 Ч ½ | 2305 Б 1 | 2391 Б 1 | 2523 Ч 0 | 2195 Ч 1 | 2443 Б 1 | 2365 Ч ½ | 2537 | 5      |
| 3     | Наталя Жукова  | 2480    | 6    | 8    | 5 | 2 | 1 | 2356 Б ½ | 2389 Б 1 | 2479 Б 0 | 2292 Ч 1 | 2303 Ч ½ | 2516 Б 1 | 2231 Б 1 | 2338 Ч 1 |          | 2556 | Silver |
| 4     | Анна Ушеніна   | 2438    | 6    | 7    | 6 | 0 | 1 | 2106 Ч 1 | 2378 Ч 1 |          | 2192 Б 1 | 2207 Б 1 | 2478 Ч 0 |          | 2356 Б 1 | 2274 Б 1 | 2593 | Silver |
| 5     | Інна Гапоненко | 2401    | 3    | 4    | 3 | 0 | 1 | 2072 Б 1 |          | 2509 Ч 0 |          |          |          | 2100 Ч 1 |          | 2255 Ч 1 | 2427 |        |

## Індивідуальні нагороди

### Чоловіки[24]
- Загальний залік

 Леван Панцулая ( Грузія)  — 2868

 Віорел Бологан ( Молдова)  — 2845

 Левон Аронян ( Вірменія)  — 2835

 Максим Ваш'є-Лаграв ( Франція)  — 2835
- Перша шахівниця:

 Віорел Бологан ( Молдова)  — 2845

 Левон Аронян ( Вірменія)  — 2835

 Максим Ваш'є-Лаграв ( Франція)  — 2835
- Друга шахівниця:

 Ріхард Раппорт ( Угорщина)  — 2828

 Павло Ельянов ( Україна)  — 2821

 Габріел Саркісян ( Вірменія)  — 2808

- Третя шахівниця:

 Леван Панцулая ( Грузія)  — 2868

 Аркадій Найдіч ( Азербайджан)  — 2773

 Золтан Алмаші ( Угорщина)  — 2758
- Четверта шахівниця:

 Грант Мелкумян ( Вірменія)  — 2770

 Етьєн Бакро ( Франція)  — 2744

 Ян Непомнящий ( Росія)  — 2729
- Резервна шахівниця:

 Дмитро Яковенко ( Росія)  — 2756

 Роберт Кемпінський ( Польща)  — 2734

 Чаба Балог ( Угорщина)  — 2731

### Жінки[25]
- Загальний залік

 Марія Музичук ( Україна)  — 2772

 Олександра Горячкіна ( Росія)  — 2668

 Йованка Хоуска ( Англія)  — 2614
- Перша шахівниця:

 Марія Музичук ( Україна)  — 2772

 Йованка Хоуска ( Англія)  — 2614

 Олександра Костенюк ( Росія)  — 2604
- Друга шахівниця:

 Йована Войнович ( Сербія)  — 2576

 Катерина Лагно ( Росія)  — 2569

 Ельміра Скрипченко ( Франція)  — 2540

- Третя шахівниця:

 Лейла Джавахішвілі ( Грузія)  — 2559

 Наталя Жукова ( Україна)  — 2556

 Маріна Брунелло ( Італія)  — 2497
- Четверта шахівниця:

 Олександра Горячкіна ( Росія)  — 2668

 Анна Ушеніна ( Україна)  — 2593

 Петра Папп ( Угорщина)  — 2464
- Резервна шахівниця:

 Іоанна Майдан-Гаєвська ( Польща)  — 2423

 Аллесія Сантерамо ( Італія)  — 2330

 Анна-Мая Казарян ( Нідерланди)  — 2324